# 海伦娜·拉科奇
海伦娜·拉科奇（波蘭語：Helena Rakoczy，1921年12月23日—2014年9月2日），波兰女子竞技体操运动员。她曾代表波兰参加1952年和1956年夏季奥林匹克运动会体操比赛，其中1956年奥运会获得一枚铜牌。